# Gino Vannelli
Gino Vannelli (Montreal (Quebec), 16 juni 1952) is een Canadees zanger en tekstschrijver. Door zijn zang- en schrijftalent te combineren met pop, rock, jazz en klassieke muziek heeft hij sinds de jaren 70 een eigen geluid ontwikkeld.

## Levensloop

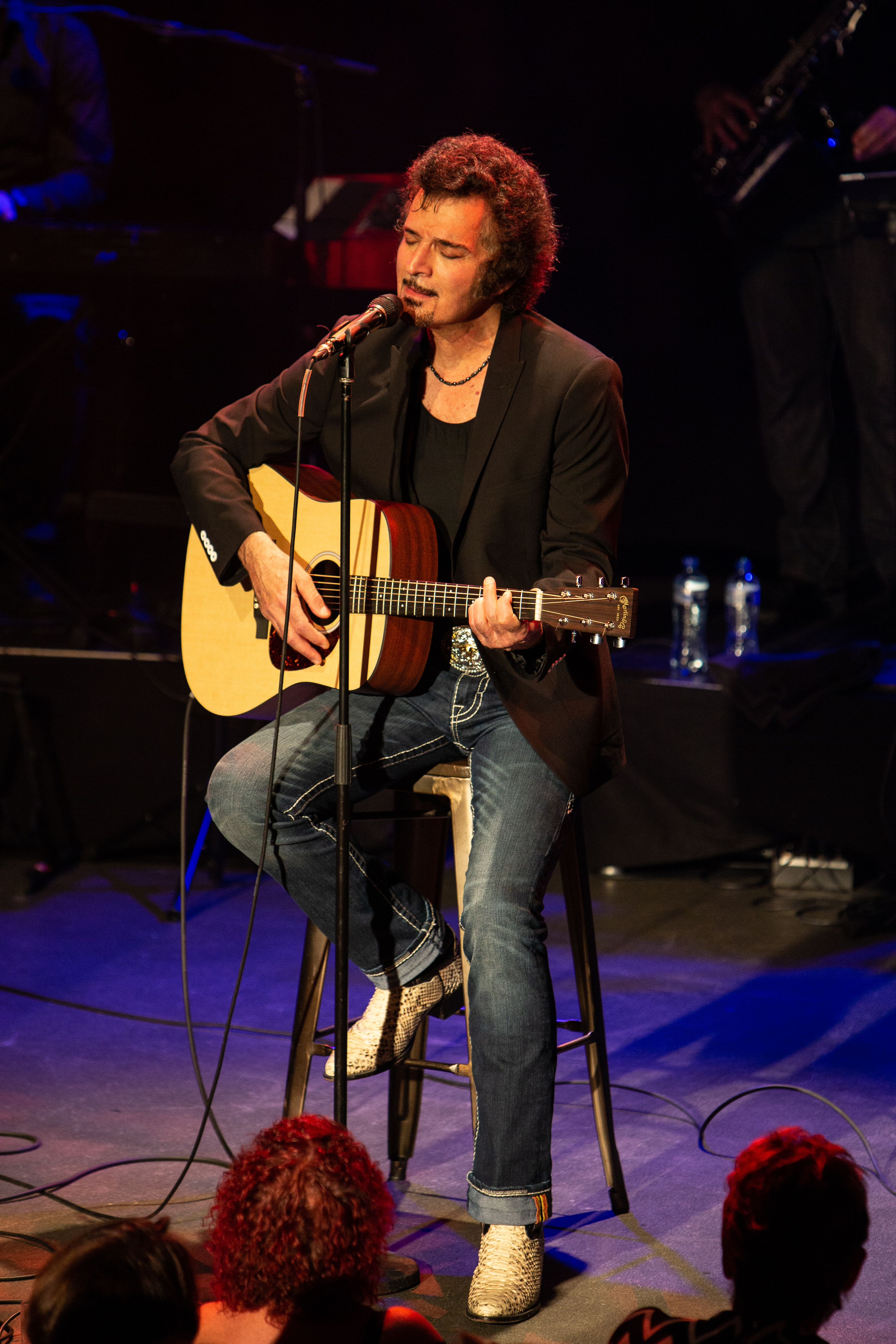
Gino Vannelli live, Hilversum,
De Vorstin, 10. Oktober 2018

Vannelli's vader was jazz-zanger in een bigband en Vannelli ontwikkelde in eerste instantie belangstelling voor percussie, onder invloed van artiesten als Joe Morello, Gene Krupa, Ed Thigpen en Elvin Jones.
Op twaalfjarige leeftijd speelde hij in een rockbandje en een jaar later werkte hij met zijn broer Joe en richtte hij zich meer op gitaar en zang. Alhoewel hij drummers als Ringo Starr en Charlie Watts zag als onderdeel van iets nieuws en spannends, was hij meer gecharmeerd van Dave Brubeck en van Franse impressionistische musici.
Nog voor zijn zeventiende verjaardag tekende Vannelli een platencontract bij RCA Records in Canada en bracht hij onder de artiestennaam Vann-Elli, een single uit: "Gina Bold". Met zijn broer Joe trok hij vervolgens naar New York en later Los Angeles op zoek naar een mogelijkheid om professioneel muzikant te worden. Maar alhoewel Vannelli beschikt over een stem die drie octaven omvat, bleek niemand het risico aan te durven met het van toen gangbare afwijkende repertoire. De broers Vannelli stonden op het punt op te geven en terug te gaan naar Canada. Toen Gino bij de A&M-studio met succes een handtekening van Herb Alpert bemachtigde, wist hij Alpert te overtuigen van zijn kwaliteiten door in een auditie zijn nummers "People Gotta Move", "Crazy Life", "Mama Coco", "Powerful People" en "Lady" te zingen. Al deze nummers zouden worden uitgebracht op de elpees die Vannelli tussen 1974 en 1978 zou opnemen bij A&M.
In navolging van artiesten als Rod Stewart besloot Vannelli een discoalbum op te nemen, en tekende hij met dit doel een contract bij Arista Records. Van zijn album Nightwalker werd het nummer "Living Inside Myself" een hit maar Arista weigerde het volgende album Twisted Heart uit te geven. Vannelli en zijn platenmaatschappij waren de navolgende drie jaar in juridisch conflict en pas in 1985 zou Vannelli in staat zijn zijn volgende album Black Cars uit te geven bij platenmaatschappij HME. Twee jaar later nam hij bij CBS Records Big Dreamers Never Sleep op, waarvan de single "Wild Horses" in veel landen een hit werd. Deze albums werden vooral in Europa goed ontvangen, en Vannelli heeft tot de dag van vandaag een vaste schare fans in Europa, waar hij ook regelmatig toert.
In 1990 had Vannelli genoeg van de gevestigde orde in de platenindustrie en vestigde hij in Portland (Oregon) zijn eigen label, en bracht hij Inconsolable Man uit. Zijn interesse ging meer naar de akoestische Jazz en in die stijl bracht hij in de jaren negentig Yonder Tree en Slow Love uit. Tegen het einde van de twintigste eeuw verlengde zijn interessegebied zich tot klassieke muziek, en in 2003 bracht hij Canto uit, met nummers gezongen in Engels, Frans, Italiaans en Spaans. Zijn album These Are The Days uit 2005 was echter weer geheel popmuziek.
Vannelli woont sinds enige tijd een paar maanden per jaar in Nederland. Dat resulteerde in de periode 2007-2008 in een samenwerking met de Nederlandse pianisten Michiel Borstlap en Karel Boehlee. Hij reist op en neer van de westkust van Amerika naar Nederland.
Gino Vannelli publiceerde op 8 december 2009 een boek met de titel Stardust in the Sand, een werk met korte verhalen over het ontstaan van zijn nummers en ook over zijn ontmoetingen met de wereldsterren. Het boek is tweetalig: Italiaans en Engels. Op 11 juni 2010 verscheen Stardust in the Sand in het Engels en in het Nederlands in een vertaling van Hugo Pinksterboer.
Op zaterdag 18 juni 2011 trad Gino Vannelli op tijdens The Hague Jazz in Den Haag samen met het Metropole orkest.

## Discografie

### Albums
| Album met eventuele hitnotering(en) in de Nederlandse Album Top 100 | Datum van verschijnen | Datum van binnenkomst | Hoogste positie | Aantal weken | Opmerkingen |
| ------------------------------------------------------------------- | --------------------- | --------------------- | --------------- | ------------ | ----------- |
| Crazy life                                                          | 1973                  | -                     |                 |              |             |
| Powerful People                                                     | 1974                  | 27-03-1976            | 23              | 30           |             |
| Storm at Sunup                                                      | 1975                  | -                     |                 |              |             |
| The Gist of The Gemini                                              | 1976                  | 07-08-1976            | 9               | 13           |             |
| A Pauper In Paradise                                                | 1977                  | 03-12-1977            | 29              | 5            |             |
| Brother To Brother                                                  | 1978                  | 30-09-1978            | 32              | 8            |             |
| Nightwalker                                                         | 1981                  | 21-03-1981            | 31              | 6            |             |
| Black Cars                                                          | 1985                  | 11-01-1986            | 20              | 14           |             |
| Big Dreamers Never Sleep                                            | 1987                  | 04-04-1987            | 23              | 22           |             |
| Inconsolable Man                                                    | 1990                  | 29-09-1990            | 50              | 8            |             |
| Live                                                                | 1992                  | 08-02-1992            | 64              | 6            | Livealbum   |
| Yonder Tree                                                         | 1995                  | -                     |                 |              |             |
| Slow Love                                                           | 1998                  | -                     |                 |              |             |
| Canto                                                               | 2003                  | -                     |                 |              |             |
| These Are The Days                                                  | 2006                  | 22-04-2006            | 93              | 1            |             |
| A Good Thing                                                        | 2009                  | 21-02-2009            | 33              | 4            |             |
| Wilderness Road                                                     | 2019                  | 12-04-2019            |                 |              |             |
| More of A Good Thing                                                | 2021                  | -                     |                 |              |             |

### Singles
| Single met eventuele hitnotering(en) in de Nederlandse Top 40 | Datum van verschijnen | Datum van binnenkomst | Hoogste positie | Aantal weken | Opmerkingen                                                     |
| ------------------------------------------------------------- | --------------------- | --------------------- | --------------- | ------------ | --------------------------------------------------------------- |
| People gotta move                                             | 1974                  | 07-12-1974            | tip20           | -            |                                                                 |
| Hurts to be in love                                           | 1985                  | 21-12-1985            | 6               | 10           | #6 in de Nationale Hitparade / Veronica Alarmschijf Hilversum 3 |
| Wild horses                                                   | 1987                  | 09-05-1987            | 7               | 10           | #14 in de Nationale Hitparade Top 100                           |
| Persona non grata                                             | 1987                  | 08-08-1987            | tip3            | -            |                                                                 |
| Young lover                                                   | 1987                  | 07-11-1987            | tip11           | -            |                                                                 |
| The time of day                                               | 1990                  | 20-10-1990            | tip9            | -            |                                                                 |

### NPO Radio 2 Top 2000
| Nummers met noteringen in de NPO Radio 2 Top 2000 | '99  | '00  | '01  | '02  | '03  | '04  | '05  | '06  | '07  | '08  | '09  | '10  | '11  |
| ------------------------------------------------- | ---- | ---- | ---- | ---- | ---- | ---- | ---- | ---- | ---- | ---- | ---- | ---- | ---- |
| Hurts to Be in Love                               | 1767 | -    | 1726 | 1559 | 695  | -    | 1397 | -    | -    | -    | -    | -    | -    |
| People Gotta Move                                 | 954  | 1348 | 1103 | 1038 | 1809 | 1345 | 738  | 1413 | 1660 | 1306 | 1690 | 1709 | -    |
| Powerful People                                   | -    | 1350 | -    | 1074 | 1895 | 1385 | 1239 | 1536 | 1472 | 1475 | 1583 | 1592 | 1905 |
| Wild Horses                                       | -    | -    | -    | -    | -    | 1930 | 1734 | -    | 1986 | -    | -    | -    | -    |

1. ↑  Een '-' betekent dat het nummer niet was genoteerd en een vetgedrukt getal geeft de hoogste notering van een nummer aan.
2. ↑  Deze tabel is bijgewerkt tot en met de laatste editie (2024).